# Horda (Szwecja)
Horda – miejscowość (tätort) w Szwecji, w regionie administracyjnym (län) Jönköping, w gminie Värnamo.
Według danych Szwedzkiego Urzędu Statystycznego liczba ludności wyniosła: 363 (31 grudnia 2015), 353 (31 grudnia 2018) i 368 (31 grudnia 2019).